# Narycia photidias
Narycia photidias är en fjärilsart som beskrevs av Oswald Beltram Lower 1903. Narycia photidias ingår i släktet Narycia och familjen säckspinnare. Inga underarter finns listade i Catalogue of Life.